# Gran Cometa de 1577

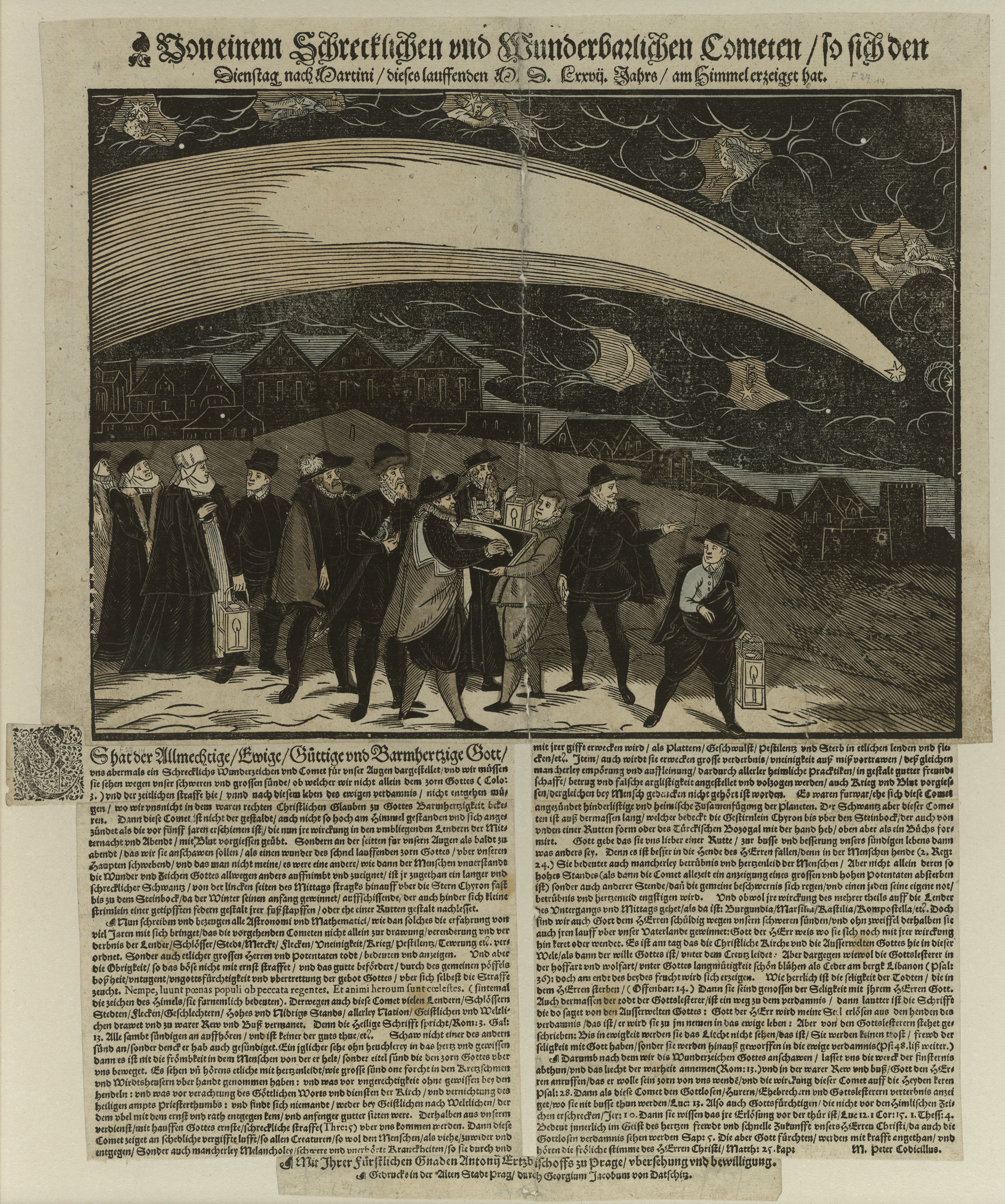
El gran cometa de 1577, visto en Praga el 12 de noviembre. Grabado hecho por Jiri Daschitzky.

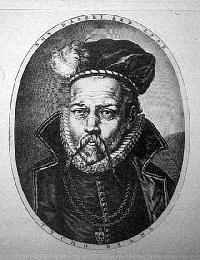
Tycho Brahe.

El gran cometa de 1577 (nombre oficial: C/1577 V1) fue un cometa que pasó cerca de la Tierra durante el año 1577. Fue visto por personas de todas partes de Europa, incluyendo al famoso astrónomo danés Tycho Brahe y al astrónomo turco Taqi ad-Din. De sus observaciones del cometa, Brahe fue capaz de descubrir que los cometas y objetos similares viajaban por encima de la atmósfera de la Tierra.
Se estima actualmente que el cometa se encuentra aproximadamente a 320 UA del Sol, según el análisis de las observaciones de Brahe que duraron 74 días (desde el 13-11-1577 al 26-01-1578) 

## Observaciones por Brahe y otros
Tycho Brahe, quien se dice fue el primero en ver el cometa ligeramente antes la puesta del sol sobre el 13 de noviembre, después de haber vuelto de un día de pesca, siendo en todo caso el observador más distinguido y que mejor ha documentado el paso del cometa.
Los bosquejos encontrados en uno de los cuadernos de Brahe parecen indicar que el cometa pudo haber viajado cerca de Venus. Estos bosquejos representan la Tierra en el centro del sistema solar, con el sol y la luna en la órbita y otros planetas que giran alrededor del Sol, a pesar de existir ya un modelo que en ese entonces ya lo estaba desplazando: el heliocentrismo. 

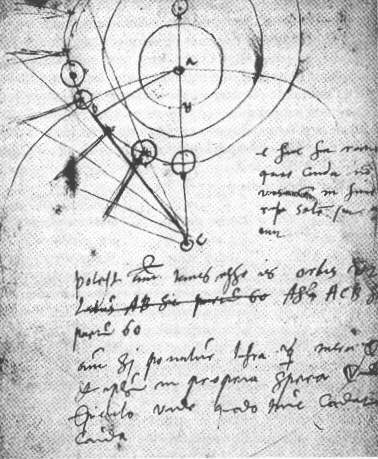
Anotaciones hechas por Brahe en uno de sus cuadernos describiendo el Gran cometa de 1577.

A pesar de estas ideas falsas por su parte, como astrónomo Brahe escribió miles de medidas muy exactas que él hizo del camino del cometa, y estas conclusiones contribuyeron a Johannes Kepler a su teoría sobre las leyes de movimiento planetario y el descubrimiento que los planetas se movían en órbitas elípticas. Kepler, que era un estudiante de Brahe, también hizo la conjetura sobre el desplazamiento del cometa y su existencia eran la prueba suficiente para desplazar la teoría de la esfera celeste.
El descubrimiento de Brahe que la coma o cabellera del cometa apuntaba lejos del sol era también significativo.
El defecto en las medidas de Brahe estaba en no saber exactamente qué tan lejos fuera de la atmósfera estaba el cometa, y él era incapaz de suministrar cifras significativas para esta distancia; sin embargo, al menos estaba acertado en la confirmación que el cometa estaba fuera de la órbita de la luna sobre la Tierra, y con relación a esto, calculó que estaba probablemente alrededor de tres veces más lejos. Él hizo esto comparando la posición del cometa en el cielo de la noche donde él lo observó en Hven (cerca Copenhague) con la posición observada, al mismo tiempo, por un astrónomo desconocido en Praga, dando la debida consideración al movimiento de la Luna. Descubrió que, mientras el cometa estaba en aproximadamente el mismo lugar para ambos, la Luna no, y esto quería decir que el cometa estaba mucho más lejos. Desde España, también publicó observaciones de este cometa Jerónimo Muñoz.
Brahe consideraba que los cometas eran objetos divinos, algo extensamente aceptado en la época, aunque esto fue la causa de muchos debates hasta el decimoséptimo siglo, con muchas teorías que se circulaban dentro de la comunidad astronómica. Galileo mismo afirmó que los cometas eran fenómenos ópticos, y que su paralaje era imposible de medir. Sin embargo, su hipótesis no fue aceptada extensamente.

## En arte y literatura
El monje jerónimo español fray Antonio de Villacastín lo observó y escribió en sus Memorias de la fundación de San Lorenzo el Real, monasterio de la orden de San Jerónimo lo siguiente:

En el año de 1577 a 8 días de noviembre de 1577, pareció una cometa muy grande a las tardes de cada día sobre el puniente, de color plateada con muchas rayas y largas. Duró por espacio de tres meses. Túvose por mala señal y dentro en un año murieron el rey de Portugal don Sebastián ya dicho y tres reyes moros en la batalla de África, que fue a seis días de agosto de 1578. Y en este año, a 24 de setiembre murió el príncipe Wenceslao, sobrino de nuestro rey don Felipe, y el señor don Juan de Austria, hermano de dicho señor rey, y murió en Flandes en campo, y a 18 días de octubre murió el príncipe don Fernando, hijo del rey don Felipe II deste nombre, heredero destos reinos de España, de edad de siete años.
Memorias de fray Antonio de Villacastín

Por otro lado, el clérigo dominico y cronista español, fray Reginaldo de Lizárraga, comenta en la página 356, capítulo XLIV Del capitán Francisco Draque, inglés, que entró por el estrecho de Magallanes, de su crónica Descripción del Perú, Tucumán, Río de la Plata y Chile lo siguiente:

En el año de 77, así como en España y toda Europa, pareció en la media región del aire el más famoso cometa que se ha visto; también se vio en estos reinos a los 7 de Octubre con una cola muy larga que señalaba al estrecho de Magallanes, que duró casi dos meses, el cual pareció ser anuncio que por el Estrecho había de entrar algún castigo enviado de la mano de Dios por nuestros pecados, como sucedió...
 Reginaldo de Lizárraga